# Rete domestica

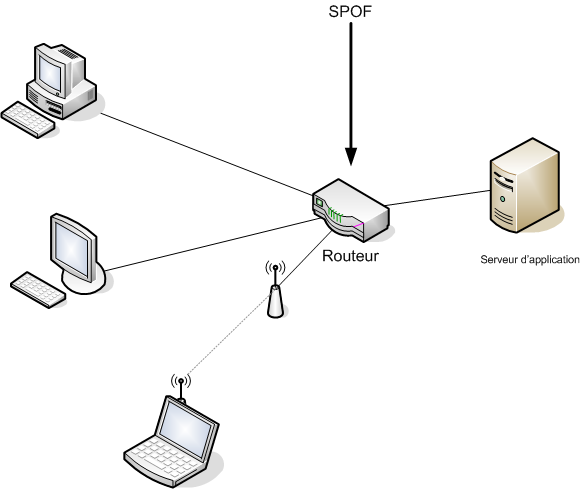
Esempio di Rete domestica con router e terminali host

La rete domestica è una rete informatica la cui estensione è tipicamente limitata ai dispositivi presenti in una abitazione, quali personal computer e accessori come stampanti e dispositivi di mobile computing.
Le reti domestiche sono ancora poco diffuse, sebbene le tecnologie su cui si basano, ovvero reti informatiche per quanto riguarda la trasmissione dati e automazione degli edifici per quanto riguarda il controllo centralizzato e remoto degli apparati, siano decisamente consolidate in ambiente industriale.

## Descrizione

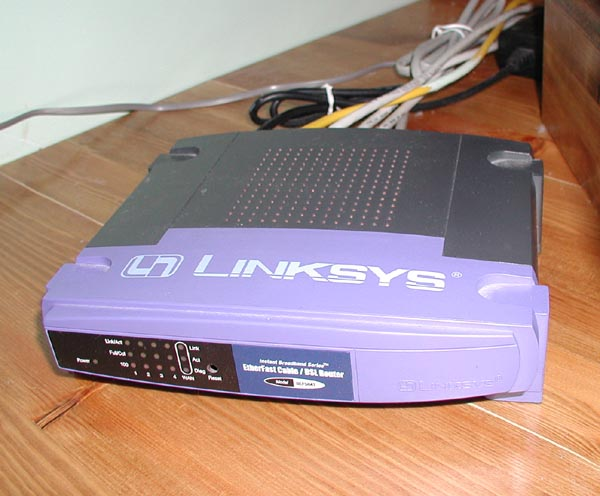
Router domestico

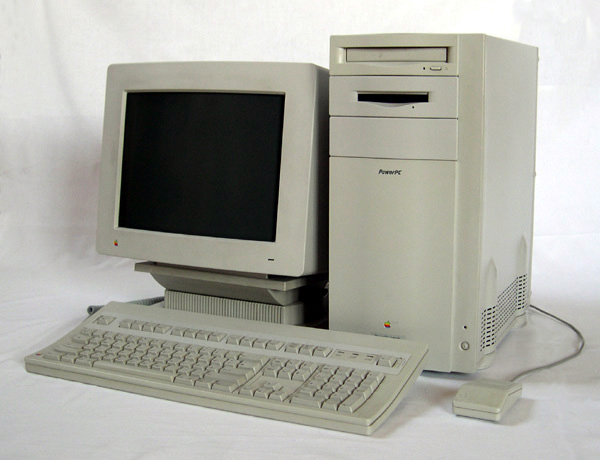
Terminale Personal computer

Data la crescente presenza di personal computer anche in ambiente familiare, si stanno diffondendo le reti domestiche di trasmissione dati, che permettono la condivisione dell'accesso a Internet dei vari PC di casa tramite fiber-to-the-home, ADSL, o banda larga mobile fornita da Internet Service Provider (ISP). Se un ISP fornisce un solo indirizzo IP, un router, che include il Network address translation (NAT), il software del server proxy e tipicamente un firewall di rete, permette a più computer di condividere l'indirizzo IP esterno. La funzione del router può essere assunta da un PC dotato di diverse interfacce di rete, ma un router dedicato è più comune, in quanto spesso include anche un access point wireless.
Stentano invece ad affermarsi le reti di controllo e automazione; in futuro la domotica è comunque destinata a prendere piede sia per ragioni di praticità che di risparmio: tutti gli elettrodomestici saranno in grado di comunicare tra di loro sulla LAN domestica, coordinando i carichi elettrici e offrendo la possibilità di accedere alle funzioni di comando da ogni punto della casa e da remoto, via Internet. Molti dispositivi sono già collegabili in rete, e molti lo saranno a breve:
- computer e videogiochi
- apparati di intrattenimento (TV, DVD, macchine fotografiche, telecamere)
- apparati di telecomunicazione (telefoni, fax)
- elettrodomestici (frigoriferi, forni, orologi)
- altri impianti (allarmi, termostati impianti di condizionamento, impianti solari)

Per superare lo scetticismo degli utenti casalinghi le tecnologie legate alla domotica dovranno dimostrare di essere molto affidabili e non incorrere nella serie di errori a cui si è abituati durante l'uso dei PC; dovranno inoltre essere facili da utilizzare, considerando che gli utenti molto spesso non sono tecnicamente preparati; infine i prezzi delle opzioni di connessione alla rete dei vari dispositivi dovranno essere convenienti, evidenziando eventualmente i risparmi ottenibili.
Con la diffusione delle reti domestiche si aprono comunque notevoli problematiche a livello di sicurezza: le reti domestiche non adeguatamente protette e sicure costituiscono già da oggi un ottimo terreno per i "cavalli di Troia": l'accesso remoto ad apparati e impianti da parte di persone non autorizzate potrebbe rivelarsi assai più pericoloso.

## Galleria d'immagini

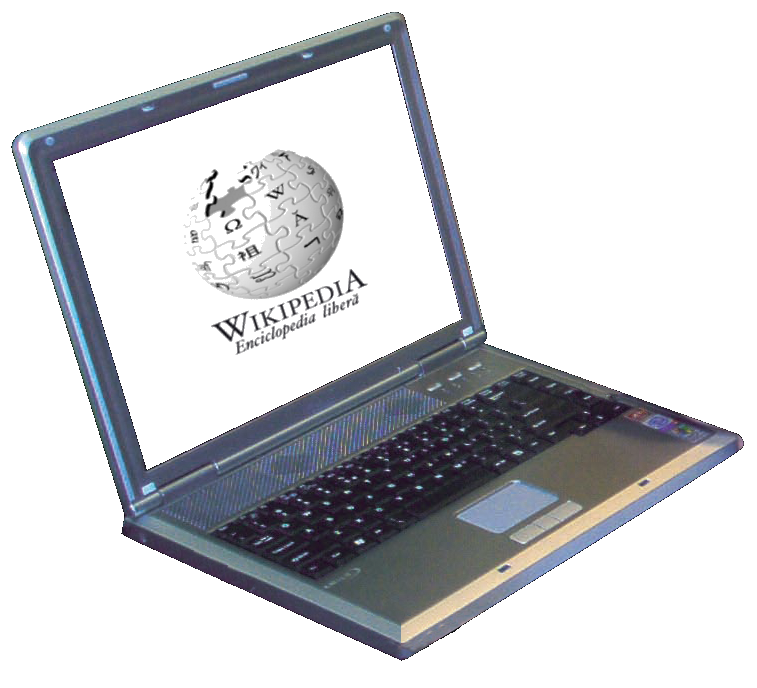
Computer portatile
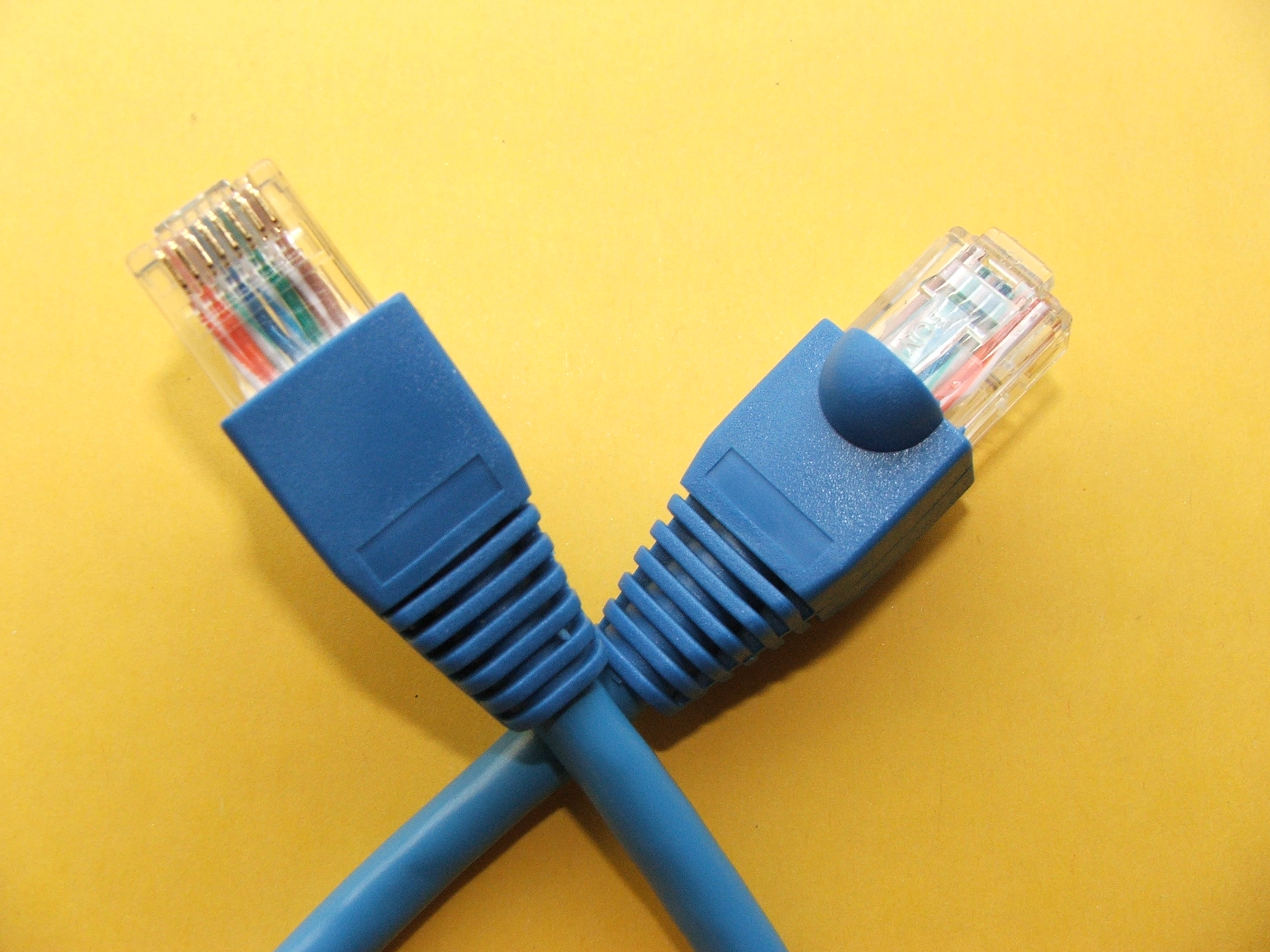
Connettore RJ-45
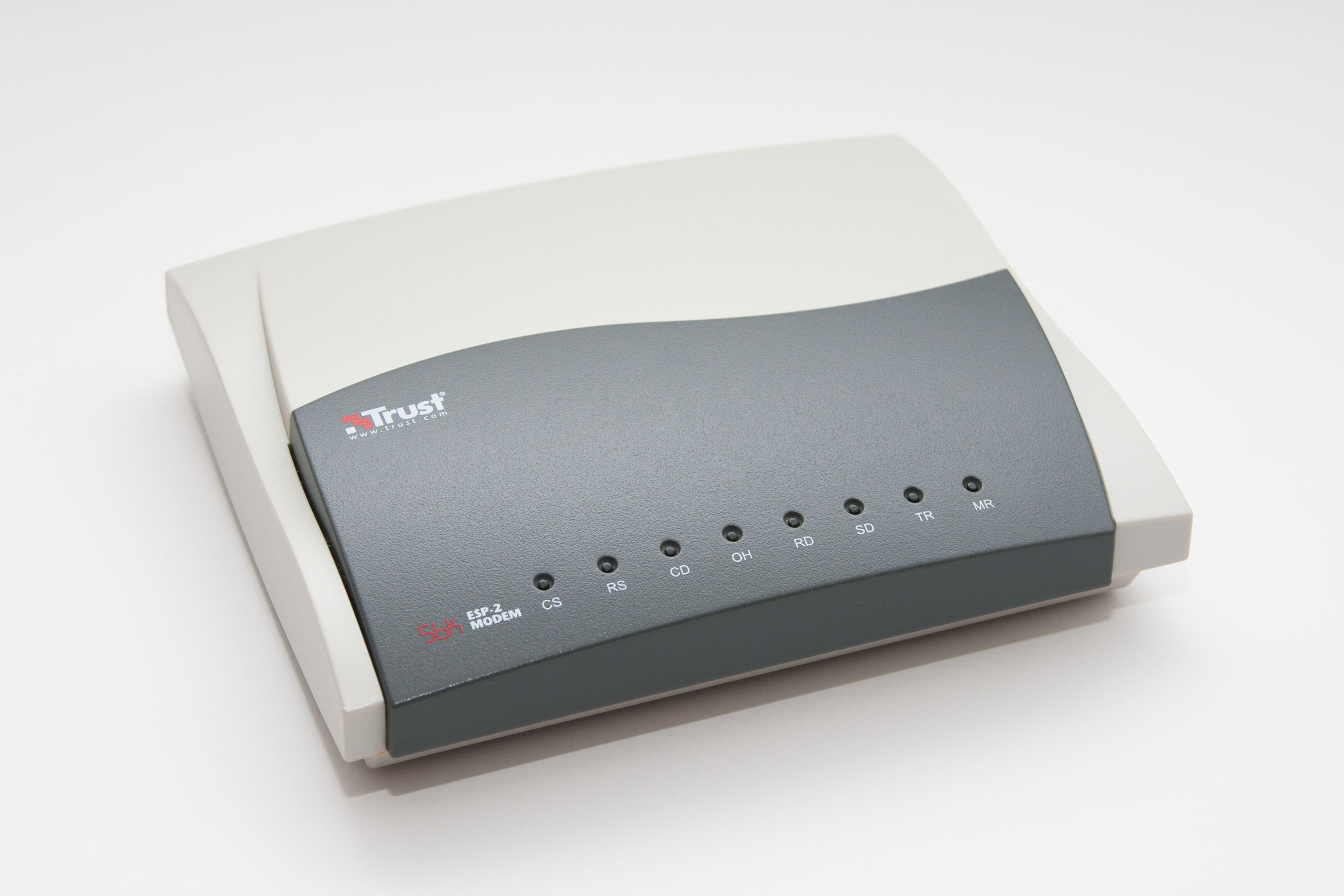
Modem ADSL
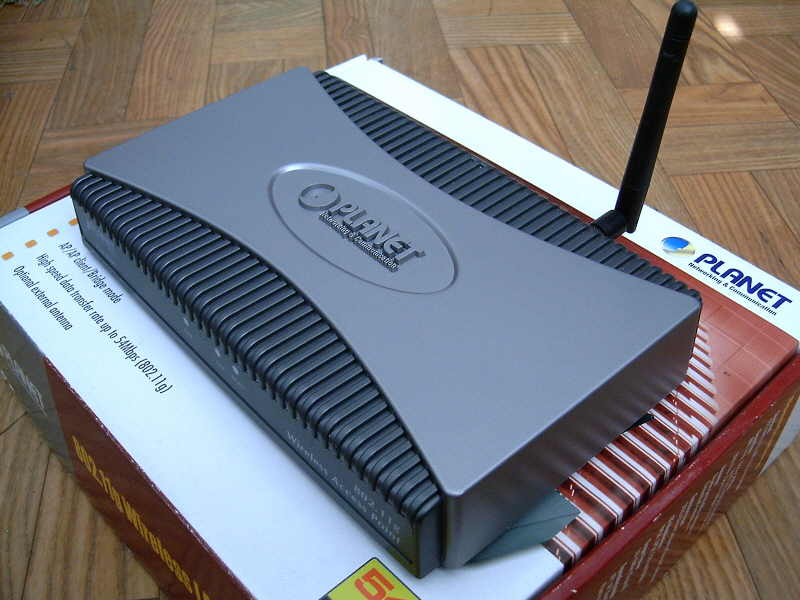
Access point Wi-Fi
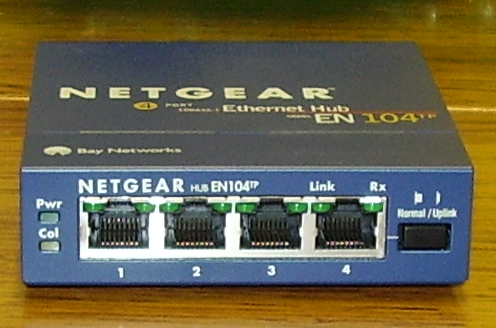
Hub (informatica)
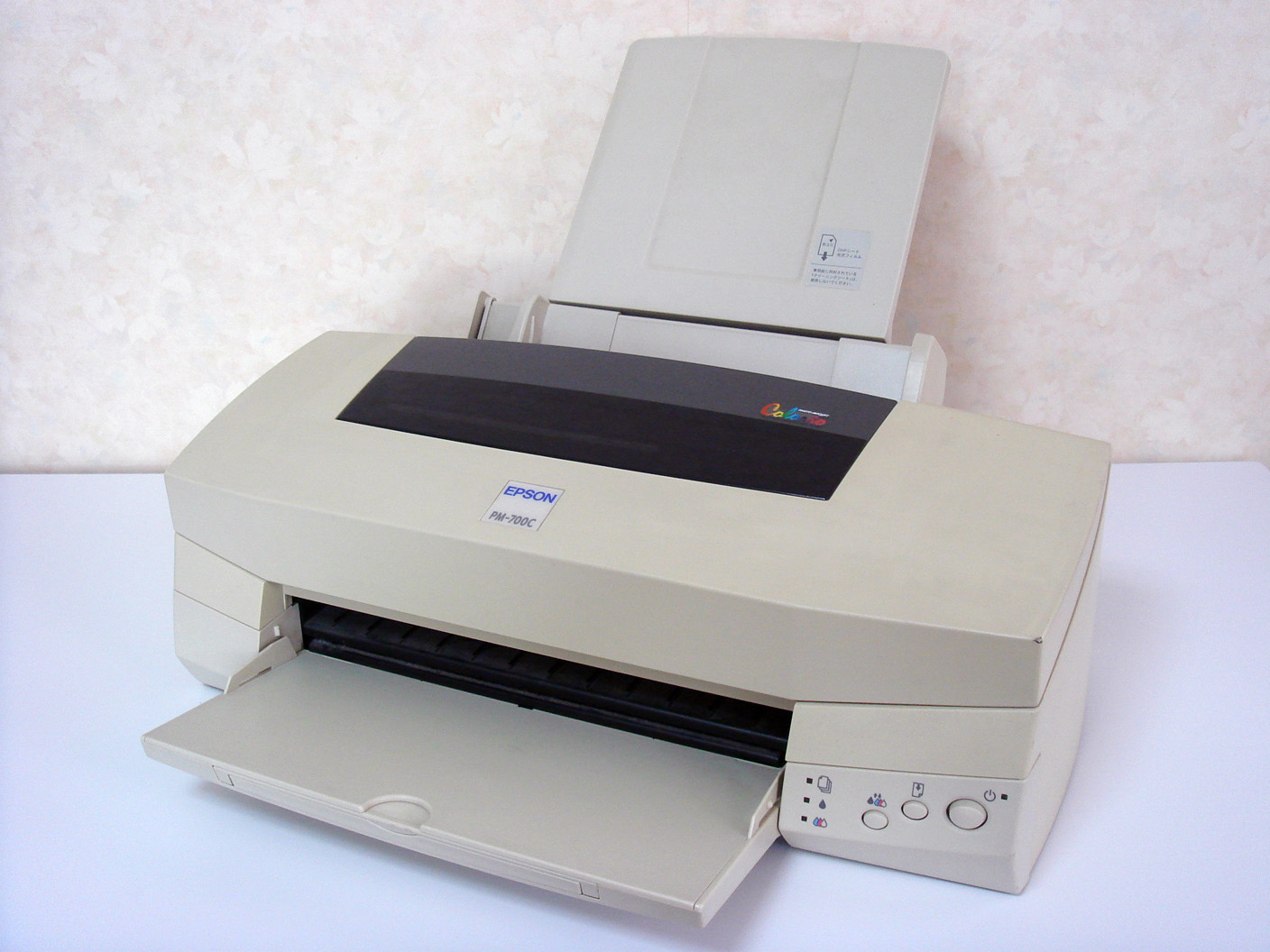
Stampante
Logo Wi-Fi